# Amby Paliwoda
Pour les articles homonymes, voir Amby.
Ambrozi Paliwoda dit Amby ou Ambi (20 décembre 1909, Cleveland, Ohio - 9 juin 1999, Manhattan Beach, Californie) est un animateur américain. Il a travaillé pour de nombreux studios dont les studios Disney.

## Filmographie
- 1937 : Blanche-Neige et les Sept Nains, animateur
- 1960 : Goliath II (animateur personnage)
- 1960 : Les Pierrafeu série télé (plusieurs épisodes)
- 1961 : Les 101 Dalmatiens (animateur personnage)
- 1961 : The Alvin Show (en) série télé
- 1965 : The Shooting of Dan McGrew
- 1965 : The Man from Button Willow (en)
- 1966 : Linus! The Lion Hearted (3 épisodes, 1964-1965)
- 1966 : The Lone Ranger série télé
- 1967 : Journey to the Center of the Earth série télé
- 1969 : Hey, Hey, Hey, It's Fat Albert (en) (TV, layout)
- 1970 : Jerry Lewis (Will the Real Jerry Lewis Please Sit Down) (1 épisode, 1970)
- 1970 : Archie's Fun House série télé (plusieurs épisodes)
- 1970 : Sabrina, the Teenage Witch, série télé
- 1971 : Shinbone Alley
- 1971 : Archie's TV Funnies série télé (animateur superviseur)
- 1971 : T'as l'bonjour d'Albert (Fat Albert and the Cosby Kids) série télé (animateur superviseur)
- 1972 : The Brady Kids série télé (animateur superviseur)
- 1973 : L'Île au trésor (Treasure Island)
- 1974 : Journey Back to Oz (animateur superviseur)
- 1975 : Coonskin (animateur de séquence)